# Makoto Takimoto
Pour les articles homonymes, voir Takimoto.
Makoto Takimoto (瀧本誠, Takimoto Makoto), né le 8 décembre 1974 dans la préfecture d'Ibaraki, est un judoka japonais et un pratiquant professionnel d'arts martiaux mixtes (MMA).

## Parcours en judo
Durant sa carrière de judoka Makoto Takimoto fut sacré champion olympique en 2000 en catégorie des moins de 81 kg. Tout au long de sa carrière il a battu plusieurs combattants renommés tels que les Français Djamel Bouras (Champion Olympique 1996) et Bertrand Damaisin ou le champion de judo brésilien Flávio Canto.

### Palmarès en judo
| Année | Compétition          | Lieu      | Résultat | Catégorie      |
| ----- | -------------------- | --------- | -------- | -------------- |
| 1995  | Championnats d'Asie  | New Delhi | 1er      | Moins de 78 kg |
| 1997  | Jeux d'Asie de l'Est | Busan     | 3e       | Moins de 78 kg |
| 2000  | Championnats d'Asie  | Osaka     | 3e       | Moins de 81 kg |
| 2000  | Jeux olympiques      | Sydney    | 1er      | Moins de 81 kg |

## Parcours en arts martiaux mixtes
Makoto Takimoto assiste au Pride 28 le 31 octobre 2004, événement de MMA où les judokas de la soirée font bonne figure. Makoto Takimoto prend alors la décision d'entamer une carrière dans ce sport.
Le 7 décembre 2004, il annonce vouloir faire ses débuts au Pride Shockwave 2004 face à n'importe quel combattant peu importe son poids, la seule condition est que celui-ci ne soit pas un judoka.
Son souhait est exhaussé et il est opposé à l'ancien sumotori, Maegashira Henry Miller. Il remporte le combat par décision unanime.
Pour son second combat, le 26 juin 2005, il a moins de succès contre le lutteur Kiyoshi Tamura et perd le match par décision unanime.
À partir de son troisième combat il accepte de rencontrer d'autres judokas tel que le Sud-Coréen Dong-Sik Yoon. Ce choix lui permet de remporter une deuxième victoire en MMA le 23 octobre 2005 au Pride 30.
Il réalise sa plus grosse performance le 31 décembre 2007 lors de l’événement Yarennoka: New Year's Eve 2007 en battant par décision partagée le spécialiste de jiu-jitsu brésilien Murilo Bustamante.
Il met fin à sa carrière après sa victoire le 23 septembre 2009 contre le Sud-Coréen Jae Sun Lee.

### Palmarès en arts martiaux mixtes
| 11 combats     | 6 victoires | 5 défaites |
| Par KO         | 0           | 1          |
| Par soumission | 2           | 1          |
| Sur décision   | 4           | 3          |

| Résultat | Record | Adversaire         | Méthode             | Événement                       | Date              | Round | Temps | Lieu           | Notes                                               |
| -------- | ------ | ------------------ | ------------------- | ------------------------------- | ----------------- | ----- | ----- | -------------- | --------------------------------------------------- |
| Victoire | 6-5    | Jae Sun Lee        | Décision unanime    | Sengoku 10                      | 23 septembre 2009 | 3     | 5:00  | Saitama, Japon |                                                     |
| Victoire | 5-5    | Michael Costa      | Soumission          | Sengoku 8                       | 2 mai 2009        | 1     | 3:31  | Tokyo, Japon   |                                                     |
| Défaite  | 4–5    | Frank Trigg        | Décision unanime    | Sengoku 4                       | 24 août 2008      | 3     | 5:00  | Saitama, Japon |                                                     |
| Défaite  | 4–4    | Evangelista Santos | Soumission          | Sengoku 1                       | 5 mars 2008       | 1     | 4:51  | Saitama, Japon |                                                     |
| Victoire | 4-3    | Murilo Bustamante  | Décision partagée   | Yarennoka - New Year's Eve 2007 | 31 décembre 2007  | 2     | 5:00  | Saitama, Japon |                                                     |
| Victoire | 3-3    | Zelg Galešic       | Soumission (Kimura) | Pride 34                        | 8 avril 2007      | 1     | 5:40  | Saitama, Japon |                                                     |
| Défaite  | 2–3    | Gegard Mousasi     | TKO (blessure)      | Pride Bushido 11                | 4 juin 2006       | 1     | 5:34  | Saitama, Japon | Premier tour du Pride 2006 Welterweight Grand Prix. |
| Défaite  | 2-2    | Sanae Kikuta       | Décision unanime    | Pride Shockwave 2005            | 31 décembre 2005  | 3     | 5:00  | Saitama, Japon |                                                     |
| Victoire | 2-1    | Dong-Sik Yoon      | Décision unanime    | Pride 30                        | 23 octobre 2005   | 3     | 5:00  | Saitama, Japon |                                                     |
| Défaite  | 1-1    | Kiyoshi Tamura     | Décision unanime    | Pride Critical Countdown 2005   | 26 juin 2005      | 3     | 5:00  | Saitama, Japon |                                                     |
| Victoire | 1-0    | Henry Miller       | Décision unanime    | Pride Shockwave 2004            | 31 décembre 2004  | 3     | 5:00  | Saitama, Japon |                                                     |